# Бели брод (приповетка)
„Бели брод” (енгл. The White Ship) је приповетка америчког писца Хауарда Филипса Лавкрафта, први пут објављена у часопису The United Amateur у новембру 1919. године. Касније је поново штампана у часопису Weird Tales у марту 1927. године.

## Радња
Базил Елтон, чувар светионика, упушта се у необичну фантазију у којој види брадатог човека како управља мистичним белим бродом који се појављује када је месец пун. Елтон шета преко воде на мосту од месечевих зрака, придружује се брадатом човеку на броду и заједно истражују мистични ланац острва, који се разликују од било чега што се може наћи на Земљи.
Путују поред Зара, зелене земље у којој „обитавају сви снови и мисли о лепоти које једном дођу људима, а затим бивају заборављени”, затим величанственог града Талариона, „Града хиљаду чуда”, где обитавају страшни демони. Пролазе Акаријел, огромну капију Талариона, и настављају своје путовање. Елтон сазнаје да се они који уђу у оба места никада не врате. Током путовања, делује као да прате азурну небеску птицу. Такође пролазе поред Зуре, „Земље недостижних ужитака”, која из даљине делује пријатно, али заудара на кугу када се приближе. Коначно се настањују у Сона-Нилу, „Земљи маште”, где Елтон проводи одређени временски период кои описује као „много еона”, живећи у ономе што делује као савршено друштво. Током свог боравка у Сона-Нилу, сазнаје за Катурију, „Земљу наде”. Иако нико заиста не зна где је Катурија или шта се тамо налази, Елтон је опчињен том идејом, дивље маштајући о њој, и позива брадатог човека да га одведе тамо, на шта овај невољно пристаје. Они прате небеску птицу ка западу. Након опасног путовања до места где посада верује да је Катурија, испоставља се да се брод налази на рубу света и стрмоглави се у своју пропаст.
Елтон се буди на мокрим стенама поред свог светионика, само неколико тренутака након што је први пут отишао на бели брод – и баш на време да сведочи катастрофалном бродолому изазваним првим нестанком светлости. Додатно је потресен што је касније пронашао мртву азурну птицу и јарбол чисте беле боје. Никада више није видео бели брод.

## Повезана дела
Радња приче је написана по узору на приповетку „Беспослени дани на Јану” лорда Дансенија из 1910. године.
За разлику од многих других Лавкрафтових прича, „Бели брод” није директно повезан са популаризованим Ктулу митовима. Међутим, прича се не може у потпуности искључити ни из континуитета ових митова, јер се помињу натприродна, божанствена бића. Тон и темперамент „Белог брода” у великој мери говоре о књижевној структури циклуса снова коју је Лавкрафт користио у другим причама као што су Сновита потрага за незнаним Кадатом (1926) и „Мачке Ултара” (1920).

## Пријем
Хенри С. Вајтхед је у писму часопису Weird Tales у мају 1927. похвалио „Бели брод”.